# Mark Vanderloo
Mark Vanderloo (Waddinxveen; 24 de abril de 1968) es un modelo y ocasionalmente actor neerlandés. Fue uno de los modelos masculinos más importantes de los 90 y 00 junto a Marcus Schenkenberg y Michael Bergin.

## Biografía
Nació en Waddinxveen (Países Bajos) y estudió Historia en la Universidad de Ámsterdam, licenciándose en 1999.
Comenzó su carrera de modelo en 1990. A lo largo de todos estos años ha desfilado por las pasarelas más importantes del mundo como Milán, París o Nueva York. Como modelo publicitario, ha realizado campañas para Hugo Boss, Calvin Klein, Armani, Valentino, Donna Karan... También fue modelo publicitario de automóviles como Peugeot. Ha trabajado también para Banana Republic, Trussardi o Guess.
Como actor, participó en la película "Celebrity" de Woody Allen es un pequeño papel. Más tarde, participó en la serie española "Javier ya no vive solo" de Emilio Aragón y en 2011 tuvo un papel en el corto "The Tale of a fairy" del diseñador Karl Lagerfeld.
En 1997 conoció a la modelo española Esther Cañadas, con la que se casó en 1999, pero que se divorciaron un año después. Posteriormente, volvería a contraer nupcias con la modelo y empresaria Robine Van der Meer en 2011. Con ella ya tenía dos hijos, Emma Paula y Mark.
También fue el modelo del personaje del Comandante Shepard (Masculino) en la trilogía de Mass Effect.